# Joel Griffiths
Joel Griffiths (født 21. august 1979) er en australsk fodboldspiller.

## Australiens fodboldlandshold
| Australiens landshold | Australiens landshold | Australiens landshold |
| År                    | Kmp                   | Mål                   |
| --------------------- | --------------------- | --------------------- |
| 2005                  | 1                     | 1                     |
| 2006                  | 1                     | 0                     |
| 2007                  | 0                     | 0                     |
| 2008                  | 1                     | 0                     |
| Total                 | 3                     | 1                     |